# S/S Stockholm (1900)
S/S Stockholm byggdes som Potsdam åt Holland America Line år 1900. 1915 blev fartyget Sveriges första passageraratlantångare. Innan dess fick den som ville åka båt från Sverige till USA först ta sig till hamnar såsom Liverpool, Hamburg eller Bremen för att där gå ombord på en atlantångare.

## Historia
Den 1 oktober 1915 förvärvade Svenska Amerika Linien sitt första fartyg, den holländska ångaren Potsdam, som gjorde sin första resa till Nordamerika på rutten Göteborg-New York, då omdöpt till S/S Stockholm. Fartyget avgick klockan 13 den 11 december 1915 med 137 passagerare och cirka 150 000 postförsändelser.
Kapten var Axel Håkansson, och resan blev ett äventyr genom att "Stockholm" stoppades av engelska örlogsmän och beordrades till Kirkwall för visitation då all post beslagtogs. Efter tre dygn kunde dock resan fortsätta och "Stockholm" anlände till New York efter en sammanlagd resa på 15 dygn, 10 timmar och 58 minuter. 
På sin andra resa var passagerarantalet uppe i 275 personer och vid den tredje 545 personer. För återresan från New York var passagerarantalet första gången 132 personer, andra gången 137 och 592 vid den tredje resan
Kring årsskiftet 1918/1919 användes hon för att från Frankrike skeppa tillbaka det amerikanska 369:e infanteriregementet till New York.
Fartyget såldes 1928 för konvertering till valfångstfartyg till Norge och döptes om till Solglimt. Under andra världskriget blev hon tagen i beslag av Tyskland, och användes under namnet Sonderburg som förnödenhetsfartyg vid den tyskockuperade franska kusten, bland annat i Bordeaux och Cherbourg. Hon blev bombad av de allierade 1942 och 1944 och höggs upp av fransmännen efter kriget 1946.